# Trois-Évêchés

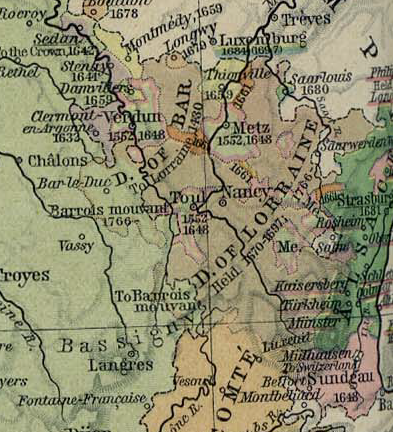
Lotharingen met de Drie Bisdommen

De uitdrukking Trois-Évêchés of Drie Bisdommen verwijst naar de gebieden in Lotharingen waarover de bisschoppen van Metz, Toul en Verdun een wereldlijke heerschappij uitoefenden. Zij maakten deel uit van het Heilige Roomse Rijk. 
In 1552 bezetten de legers van de Franse koning Hendrik II de drie bisdommen nadat hem het rijksvicariaat over de bisdommen door het Verdrag van Chambord wederrechtelijk was toegekend. Met protestants-Duitse steun werden de prinsbisdommen losgeweekt van de Rooms-Duitse keizer ten gunste van de Franse koning. De poging van keizer Karel V om Metz nog hetzelfde jaar te heroveren, mislukte.
In paragraaf 70 van het Verdrag van Münster in 1648 stond de keizer de drie bisdommen definitief af aan de koning van Frankrijk. Onder het ancien régime behielden deze steden hun privileges, maar zij werden nooit beschouwd als een provincie van Frankrijk.
In 1659 werden met de Vrede van de Pyreneeën diverse zuidelijke delen van het Hertogdom Luxemburg, daarvoor onderdeel van de Spaanse Nederlanden, met bij elkaar ruim 65.000 inwoners in de streek rond Montmédy, de Proosdij van Thionville en de Proosdij van Yvoy ingedeeld bij het bisdom Metz.
Na de annexatie van het hertogdom Lotharingen in 1766 werd de aparte generaliteit opgeheven en bij de provincie Lotharingen gevoegd.

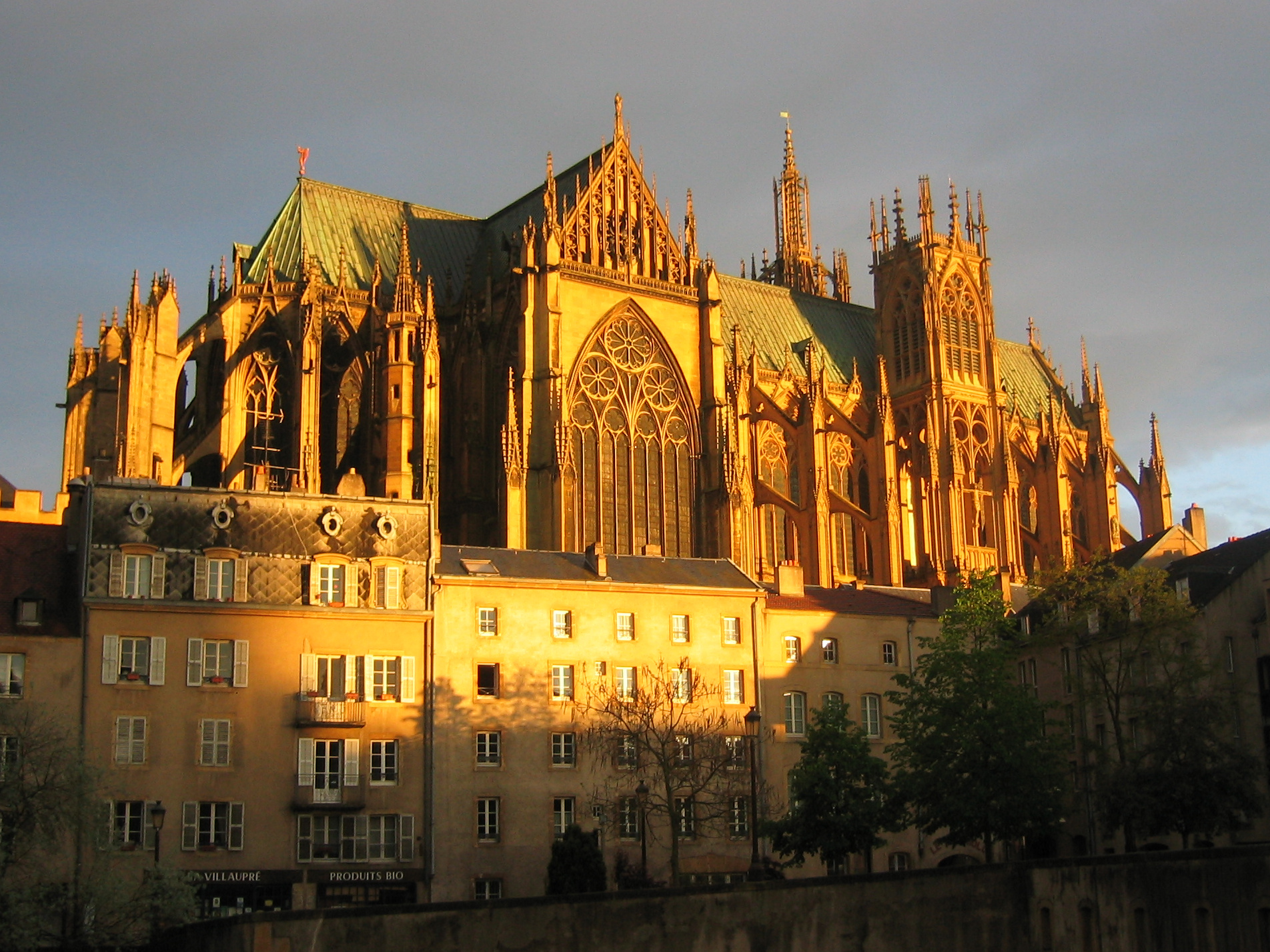
Kathedraal van Metz
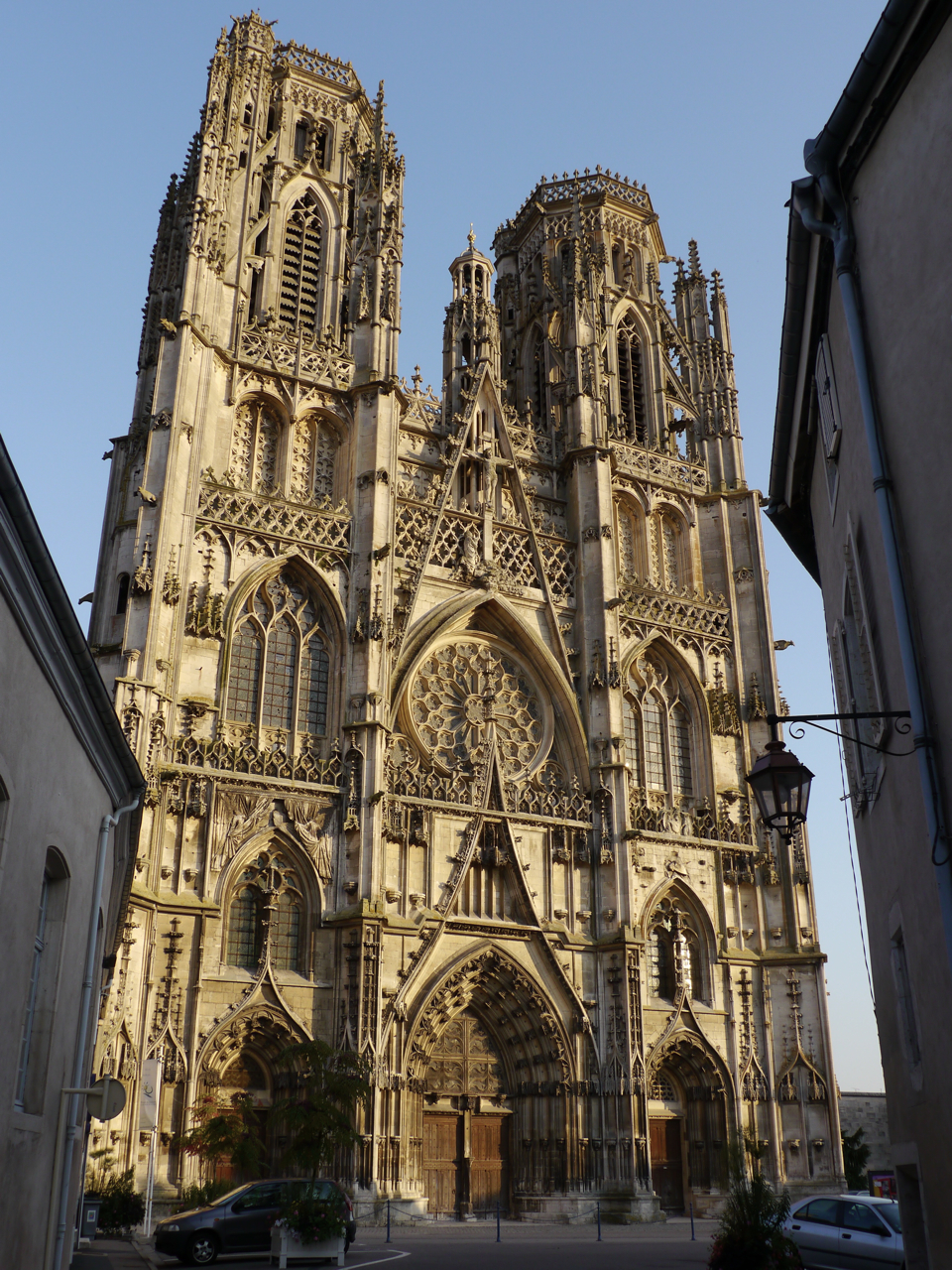
Kathedraal van Toul
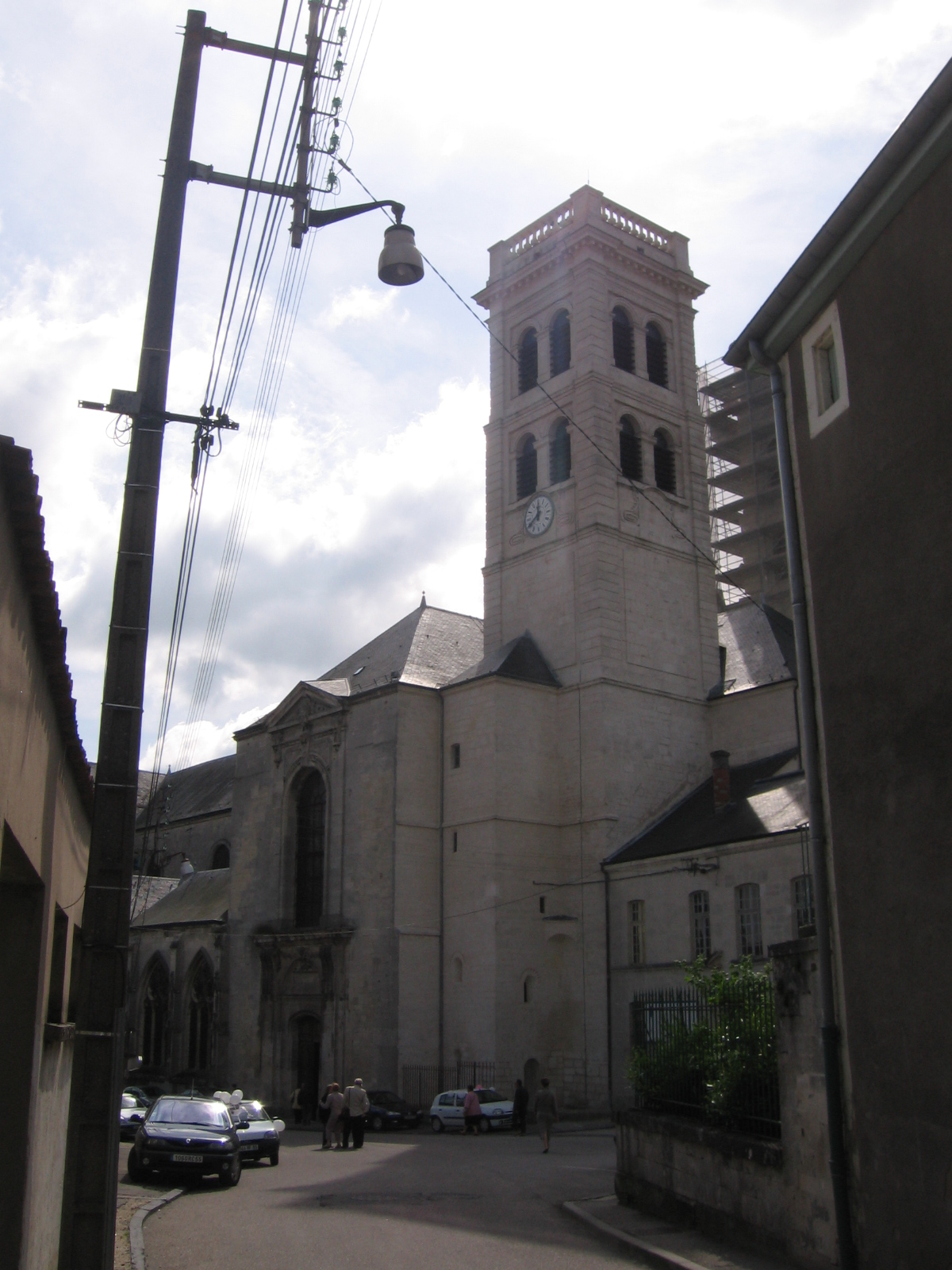
Kathedraal van Verdun